# Fortaleza do Bembe
A Fortaleza do Bembe localiza-se no município do Bembe, província do Uíge, em Angola.
Esta fortificação foi construída no século XIX, por forças coloniais portuguesas, junto à Igreja de São José do Bembe. Uma mina de cobre começou a ser explorada em 1856.